# Терористи (филм)
Терористи је југословенски филм из 1970. године који је режирао Крсто Шканата.

## Синопсис
Филмски есеј са суђења усташком терористи.
У Београдском биоскопу "20. октобар", током вечерње представе 13. јула 1968. активирана је експлозивна направа. Погинуо је Саво Чучуревић, Магдалена Новаковић је остала без обе ноге, а још 84 људи је тешко рањено. Бомбу са сатним механизмом је подметнуо усташа Миљенко Хркач.